# Miednica skośnie ścieśniona koksalgiczna
Miednica skośnie ścieśniona koksalgiczna (pelvis coxalgica) – rzadki typ zniekształcenia miednicy, powstały na tle stanu zapalnego jednego ze stawów biodrowych. Może również występować na skutek wrodzonego jednostronnego zwichnięcia, schorzenia stawu kolanowego, stopy szpotawej, skrócenia lub amputacji jednej z kończyn dolnych.
Rozpoznanie tego typu miednicy ustala się na podstawie:
- widocznej asymetrii czworoboku Michaelisa,
- różnicy w wymiarach skośnych, zewnętrznych,
- asymetrii spojenia łonowego – skierowanie do jednego z boków,
- wyprostowania kresy łukowatej po chorej stronie[1].